# FCリティヤ
フットサルクラブ・リティヤ（英語: Futsal Club Litija、スロベニア語: Klub malega nogometa Vače - Litija）は、スロベニアのリティヤをホームタウンとするフットサルクラブ。

## 歴史
1982年12月24日にŠportno društvo Vačeとして創設された。クラブ名は何度も変更され、Inženiring Šarbek、Assaloni Cosmos、Lesna industrija Litija、スヴェア・レスナ・リティヤ、Predilnica Litija、リティヤなどのクラブ名で活動。
1995年に創設されたスロベニアサッカー協会主催の全国フットサル大会に最初のシーズンから参加し、1995-96シーズンのカップ戦、1996-97シーズンのリーグ戦で初優勝を飾るなど数多くのタイトルを獲得している。2001年、同年に創設されたUEFAフットサルカップに初出場し、予選グループで同大会で優勝するスペインのプラジャス・デ・カステジョンと対戦した。2004-05シーズンには初めて予選グループを突破し、ベスト8に進出した。

## 獲得タイトル
- スロベニア・フットサルリーグ：10回[2]
  - 1996-97, 1998-99, 2000-01, 2001-02, 2002-03, 2003-04, 2004-05, 2010-11, 2011-12, 2012-13

- スロベニア・フットサルカップ：9回[3]
  - 1995-96, 1998-99, 1999-2000, 2001-02, 2002-03, 2009-10, 2010-11, 2011-12, 2013-14

- スロベニア・フットサルスーパーカップ：7回[4]
  - 1999-2000, 2003-04, 2004-05, 2009-10, 2011-12, 2012-13, 2015-16